# Miura Narumi
Miura Narumi (三浦 成美; Hepburn: Miura Narumi) (Kavaszaki, 1997. július 3. vagy 1997. március 3. –) japán válogatott labdarúgó.

## Klub
2016 óta a Nippon TV Beleza csapatának játékosa, ahol 32 bajnoki mérkőzésen lépett pályára.

## Nemzeti válogatott
A japán U20-as válogatott tagjaként részt vett a 2016-os U20-as világbajnokságon.
2018-ban debütált a japán válogatottban. A japán válogatottban 5 mérkőzést játszott.

## Statisztika
| Japán válogatott | Japán válogatott | Japán válogatott |
| Időszak          | Mérk.            | gól              |
| ---------------- | ---------------- | ---------------- |
| 2018             | 5                | 0                |
| Összesen         | 5                | 0                |

## Sikerei, díjai
Japán válogatott
- U20-as világbajnokság:  Bronz; 2016

Klub
- Japán bajnokság: 2016, 2017, 2018